# Vojaška hunta
Vojaška hunta (tudi vojaška diktatura) je vrsta vladavine, ko državo vodi skupina vojaških poveljnikov. Izraz izhaja iz španske besede Junta, ki pomeni odbor ali odbor direktorjev.
Prvotno se je izraz nanašal na izvršilno telo, ki je prišlo na oblast po uspešnem državnem udaru v 20. stoletju v Latinski Ameriki. Pogosto se vojaška hunta spremeni v vojaško diktaturo, četudi oba pojava med seboj nista vedno povezana.